# Hiroshi Ibusuki
Hiroshi Ibusuki (指宿 洋史 in het Japans) (Chiba, 27 februari 1991) is een Japans voetballer die bij voorkeur als aanvaller speelt. Hij verruilde in juli 2014 Valencia Mestalla voor Albirex Niigata.

## Clubcarrière
Ibusuki werd opgeleid bij Kashiwa Reysol. Op 2 januari 2009 werd hij vastgelegd door het Spaanse Girona. Hij was toen net geen 18. Hij werd twee seizoenen op rij uitgeleend, eerst aan Real Zaragoza B en daarna aan CE Sabadell. Hij maakte twaalf doelpunten voor Zaragoza en tien voor Sabadell.
In 2011 legde Sevilla de Japanse aanvaller vast. Het liet hem een jaar rijpen in het tweede elftal, waar hij twintig doelpunten scoorde in 32 wedstrijden. Op 21 januari 2012 maakte hij z'n debuut in eenderby tegen Real Betis. In de 83e minuut kwam hij in de plaats van Álvaro Negredo.

## Interlandcarrière
Op 17 september 2010 maakte Sabadell bekend dat Ibusuki werd opgeroepen voor Japan -19. Hij speelde vijf interlands voor Japan -19 waarin hij viermaal tot scoren kwam.